# رابرت پل (بازیکن فوتبال)
رابرت پل (انگلیسی: Robert Paul؛ زادهٔ ۱۷ اکتبر ۱۹۸۴) بازیکن فوتبال اهل آلمان است.
از باشگاه‌هایی که در آن بازی کرده‌است می‌توان به باشگاه فوتبال وهن ویسبادن، باشگاه فوتبال تسویکاو، و باشگاه فوتبال کارل زایس ینا اشاره کرد.